# Callia guyanensis
Callia guyanensis là một loài bọ cánh cứng trong họ Cerambycidae.